# Flughafen Grand Canyon National Park

i7
i11
i13
Der Grand Canyon National Park Airport (IATA-Code: GCN, ICAO-Code: KGCN) ist ein öffentlicher Flughafen, 2 km südlich von Tusayan im Coconino County, Arizona in den Vereinigten Staaten.

## Flughafendaten
Er hat eine Asphaltpiste mit 2743 m Länge und 46 m Breite. Die Fläche des Flughafens beträgt 348 ha. Die Seehöhe beträgt 2014 m.

## Geschichte
Der heutige Flughafen wurde an der Stelle des ersten Grand-Canyon-Flughafens errichtet, der 1925 gebaut wurde. Der heutige Flughafen wurde im Oktober 1965 eröffnet und das Flughafenterminal wurde am 20. Oktober 1967 fertiggestellt und eingeweiht.
Vom Flughafen Grand Canyon National Park wurden in der Vergangenheit zu unterschiedlichen Zeiten Passagier-Linienflüge von mehreren Fluggesellschaften durchgeführt, darunter Air West, Hughes Airwest, Republic Airlines (1979–1986) und TriStar Airlines. Hughes Airwest betrieb die Düsenflugzeuge Douglas DC-9-10 und McDonnell Douglas DC-9-30 nach Las Vegas (LAS) und Phoenix (PHX) mit weiterhin direktem One-Stop-Flug nach Los Angeles (LAX) und Burbank (BUR), während TriStar mit British Aerospace BAe 146-200 nach Las Vegas (LAS) mit direktem One-Stop-Service nach LAX flog. Zu einem bestimmten Zeitpunkt betrieb Hughes Airwest auch Turboprop-Flugzeuge vom Typ Fairchild F-27 nach Las Vegas und Phoenix, ohne dass der Flugdienst nach Salt Lake City (SLC) geändert wurde.
Hughes Airwest wurde dann mit Republic Airlines fusioniert, die weiterhin DC-9-Jet-Flüge zum Flughafen durchführte. Im Sommer 1982 führte Republic zwei tägliche DC-9-Flüge nonstop nach Las Vegas (LAS) sowie einen täglichen Nonstop-DC-9-Flug nach Phoenix (PHX) und einen täglichen direkten One-Stop-Flug nach Burbank (BUR) durch. Mitte der 1980er Jahre hatte Republic sämtliche Verbindungen zum Flughafen eingestellt. Air West, die Vorgängerfluggesellschaft von Hughes Airwest, betrieb neben den Flugdiensten mit Fairchild F-27-Turboprops auch Douglas DC-9-Jets. Bonanza Air Lines, die mit Pacific Air Lines und West Coast Airlines zu Air West fusionierte, flog vor dem Air West-Dienst und betrieb auch Fairchild F-27-Turboprops mit täglicher Direktverbindung nach Phoenix und Salt Lake City Hin- und Rückflugroute von Phoenix – Prescott, Arizona – Grand Canyon Airport – Page, Arizona – Cedar City, Utah – Salt Lake City. Anschließend erweiterte Bonanza seinen F-27-Turboprop-Service um Nonstop-Flüge nach Las Vegas und Phoenix. Eine Printanzeige von Bonanza Air Lines aus dem Jahr 1966 kündigte den neuen Service der Fluggesellschaft am Flughafen an und erklärte, dass Bonanza zu dieser Zeit „die einzige Fluggesellschaft war, die Grand Canyon anflog“.
Der Flughafen wurde in der Vergangenheit auch von America West Airlines angeflogen, die mit de Havilland Canada DHC-8 Dash 8 nach Las Vegas und Phoenix flogen. Alpha Air, eine Zubringerfluggesellschaft mit Sitz in Kalifornien, die als Trans World Express (TWE) operierte und Beechcraft 1900C über eine Code-Sharing-Vereinbarung mit Trans World Airlines (TWA) flog, bot auch Nonstop-Flüge nach Los Angeles (LAX) oder Burbank an (BUR), wobei letzterer Dienst weiter nach LAX erfolgt. Inland Empire Airlines, eine weitere in Kalifornien ansässige Zubringerfluggesellschaft, führte ebenfalls Nonstop-Flüge nach Los Angeles mit Swearingen Metro durch. Cochise Airlines, eine Zubringerfluggesellschaft mit Sitz in Arizona, bediente den Flughafen mit den Turboprops de Havilland Canada DHC-6 Twin Otter und Swearingen Metro von de Havilland Canada sowie Propellerflugzeugen vom Typ Cessna 402 mit Flügen nach Phoenix, Tucson und anderen Zielen in Arizona.
Im Jahr 1999 flog Sunrise Airlines täglich nonstop zwischen Phoenix und dem Flughafen mit Turboprops vom Typ Beechcraft 1900C. Ebenfalls im Jahr 1999 betrieb Scenic Airlines einen täglichen Nonstop-Flug mit einem Turboprop-Flugzeug vom Typ Grumman Gulfstream I zwischen Oakland, Kalifornien (OAK) und dem Flughafen.

### Las Vegas-Grand Canyon
Eine Reihe von Zubringerfluggesellschaften bot im Laufe der Jahre auch planmäßige Nonstop-Passagierdienste zwischen Las Vegas (LAS) und dem Flughafen Grand Canyon National Park an. Diese Fluggesellschaften und die von ihnen auf der Strecke Las Vegas-Grand Canyon eingesetzten Propellerflugzeuge lauten wie folgt, wobei diese Informationen verschiedenen Flugplänen des Official Airline Guide (OAG) von 1979 bis 1999 entnommen wurden:
- Air Cortez – Beechcraft Model 18, Cessna 402, Fairchild F-27
- Air LA –  BAe Jetstream 31
- Air Nevada – Cessna 402
- Air Resorts – Convair 580
- Air Vegas – Beechcraft 99, Cessna 402
- Eagle Canyon Airlines – Fokker F-27
- Grand Airways – Cessna 402, Fairchild Swearingen Metroliner (Metro III), McDonnell Douglas DC-9-30
- Las Vegas Airlines – Piper PA-31 Piper Chieftain
- Nevada Airlines – Douglas DC-3, Martin 4-0-4
- Pacific National Airlines – Douglas DC-3
- Royal American Airways – Vickers Viscount
- Scenic Airlines – Fokker F-27
- Silver State Airlines – Embraer EMB-110 Bandeirante

## Flugbetrieb
Im Jahre 2022 fanden 51.962 Flugbewegungen statt, davon 2.596 lokale Bewegungen, 2.659 Zwischenlandungen, 46.412 Air-Taxi-Flüge, 1.134 Frachtflüge und 295 militärische Flüge statt. In diesem Jahr waren hier 8 einmotorige und 8 zweimotorige Flugzeuge sowie 30 Hubschrauber stationiert. Im Jahr 2021 wurden 75.000 Passagiere befördert.
Die wichtigsten Fluggesellschaften für den Flughafen sind Grand Canyon Airlines und der Helicopterbetreiber Maverick Airlines.

## Zwischenfälle
- Am 16. November 1979 ging an einer Martin 4-0-4 der US-amerikanischen Nevada Airlines (Luftfahrzeugkennzeichen N40438) unmittelbar nach dem Abheben vom Flughafen Grand Canyon National Park der linke Propeller in die Segelstellung. Da das Flugzeug außerdem in einen Fallwind geriet, die Dichtehöhe sehr groß war und das Gelände voraus anstieg, sank das Flugzeug und kollidierte 2300 Meter vom Startbahnende mit Bäumen und stürzte ab. Alle 44 Insassen, drei Besatzungsmitglieder und 41 Passagiere, überlebten den Unfall. Das Flugzeug wurde durch den Brand nach dem Aufschlag zerstört.[14]